# Joseph Pickford

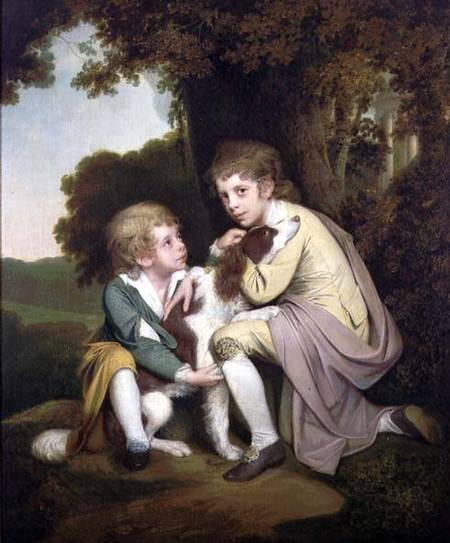
Els fills de Joseph Pickford, pintats per Joseph Wright.

Joseph Pickford (1736-1782) va ser un arquitecte anglès, un dels principals arquitectes provincials en el regnat de Jordi III.

## Biografia

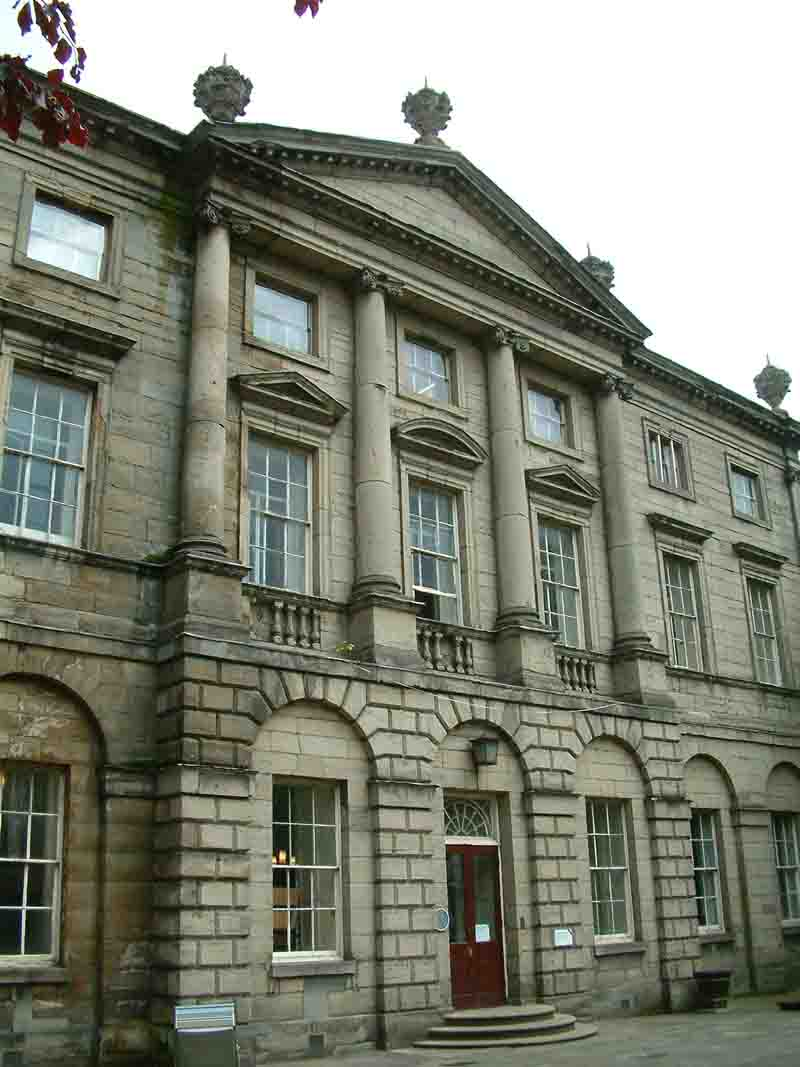
St. Helen's House

Pickford va néixer a Warwickshire el 1736, però es va traslladar a Londres en nen quan el seu pare va morir. La formació inicial de Pickford es va dur a terme a través de l'escultor Josep Pickford (el seu oncle), en el seu establiment a Hyde Park, Londres. Pickford, al seu torn, va tindre oficines a Londres i Derby. L'arquitecte es va traslladar a Derby al voltant de 1759, on va ser agent dels arquitectes Foremark Hall. Es va casar amb la filla de l'agent Wenman Coke. La casa que va dissenyar per a si mateix, el número 41 de la Friar Gate, ara és el Pickford's House Museum («Casa Museu Pickford») i també un edifici classificat Grau I. No obstant això, des d'abril de 2006 l'edifici només està disponible per a grups concertats prèviament.
Pickford ha treballat extensament en els comtats de Midlands d'Anglaterra, sobretot amb el disseny de cases de camp i ciutat en l'estil de Palladio. Un nombre significatiu dels seus amics i clients eren membres de la influent Societat Lunar, com el terrissaire Josiah Wedgwood, el pintor Joseph Wright de Derby, i els inventors Matthew Boulton i John Whitehurst.

## Principals obres

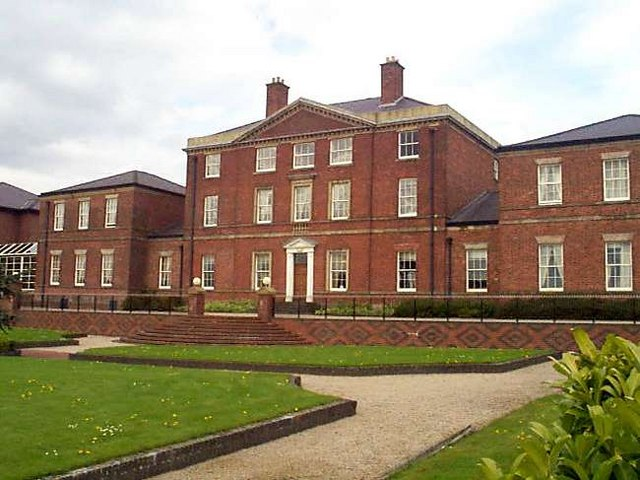
Etruria Hall

- St Helen's House, King Street, Derby, Derbyshire (1766-1967) de John Gisbert.
- Hams Hall, Coleshill, Warwickshire per CB Adderely (1768, avui demolit).
- Etruria Hall, Stoke on Trent, Staffordshire, per Josiah Wedgwood (1768-1770, ara part d'un hotel).
- St Mary's Church, Birmingham, West Midlands (1773-4, ara enderrocada).